# هیوا مسعودی
هیوا مسعودی فعال مدنی و از فعالان سابق دانشجویی اهل سنندج است که به سبب فعالیتهای خود تاکنون چندین بار بازداشت و زندانی شده‌ است. وی در جریان اعتراضات سراسری ۱۴۰۱ بار دیگر توسط اداره اطلاعات سنندج بازداشت شد.

بیوگرافی:
هیوا مسعودی در خانوادە ای فرهنگی و با گرایشهای سیاسی در موضوعات کردستان و ایران در سال 1359 شمسی در شهر سنندج دیدە بە جهان گشود، پدرش ماموستا محمد مسعودی از روحانیون سرشناس کردستان و دارای سوابق مبارزاتی هم قبل از انقلاب ایران در سال 57 و هم پس از آن بر علیە تبعیض و نابرابری چندین بار زندان و تبعید را در تجربه کرد، هیوا مسعودی تحصیلات ابتدایی تا پایان متوسطه را در زادگاهش سنندج سپری کرد و در سال 1379 با رتبە 80کنکور سراسری در رشتە علوم سیاسی در دانشگاە شهید بهشتی تهران (دانشگاە ملی سابق) پذیرفته شد و پس از پایان تحصیلات به سنندج بازگشت ودر زمینه های مختلف اجتماعی و سیاسی به فعالیتهای خود ادامه داد...

## بازداشت در سال ۱۳۸۹
هیوا مسعودی در دی‌ ماه سال ۱۳۸۹ در درپی یورش نیروهای امنیتی به منزل حبیب‌الله لطیفی، زندانی سیاسی کُرد، در سنندج به همراه ۱۹ فعال دیگر بازداشت شده بود.

## بازداشت در سال ۱۴۰۱
هیوا مسعودی همزمان با ادامه اعتراضات سراسری پس از کشته‌شدن مهسا امینی در روز ۴ مهر ۱۴۰۱ از سوی اداره اطلاعات شهر سنندج در منزل خانوادگی‌اش در همین شهر بازداشت شد. وی از زمان بازداشت فقط ۱ بار در تماسی کوتاه با خانواده خود خبر بازداشتش را اعلام کرده بود و از حق دسترسی به وکیل و سایر حقوق یک متهم مندرج در ماده ۵ آئین دادرسی کیفری حقوق بشر محروم بود.
مسعودی ۵۰ روز در بازداشت موقت در سلول‌های انفرادی اداره اطلاعات بود و در این مدت تحت شکنجه‌های روحی و بازجویی‌های شدید روزانه قرار داشت. وی در روز شنبه ۲۱ آبان با قید وثیقه و به صورت موقت آزاد شد. اتهام این فعال مدنی «تبانی و اجتماع علیه امنیت ملی» و «تبلیغ علیه نظام» عنوان شده‌است.